# 東三河運転免許センター

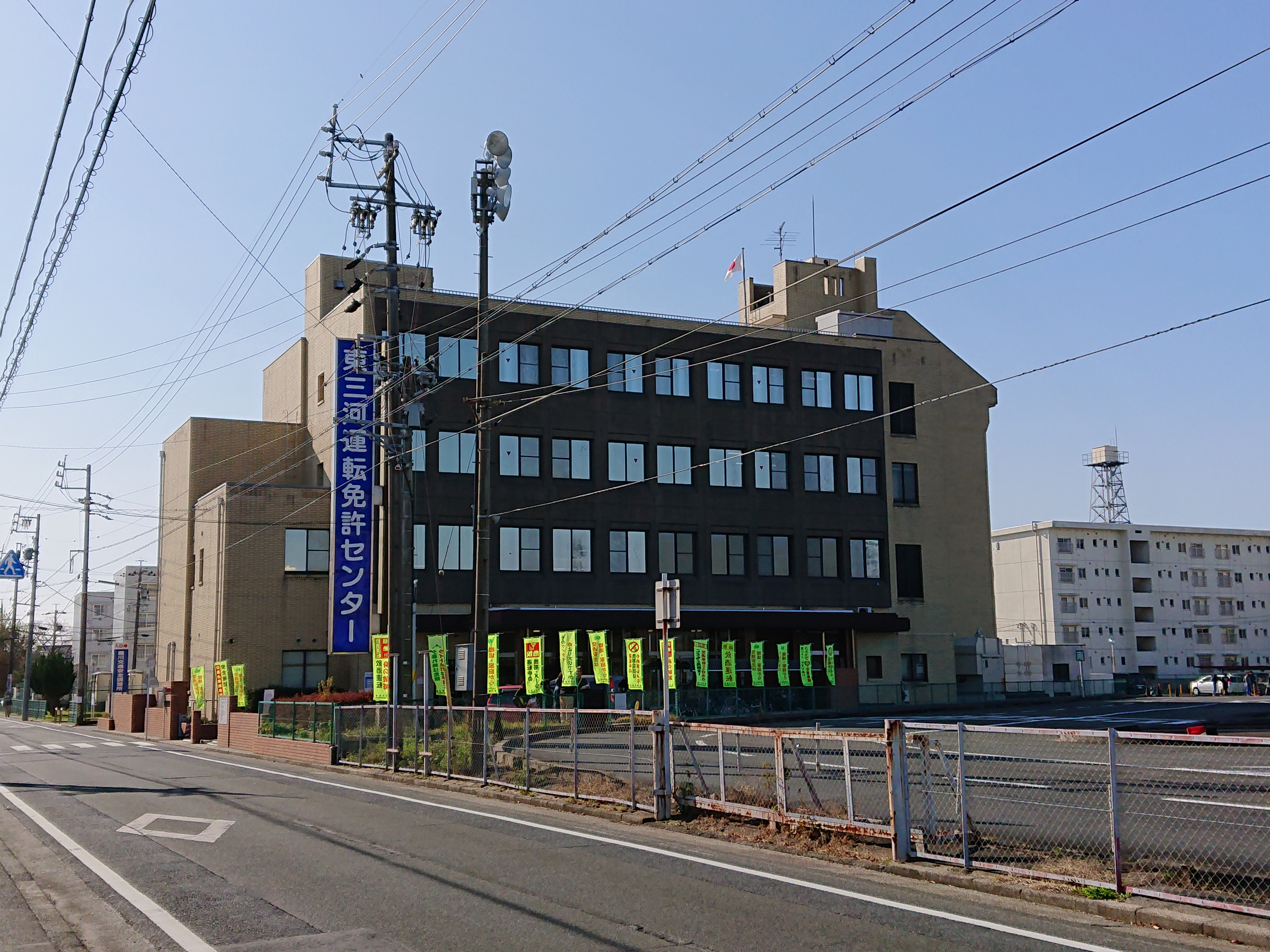
東三河運転免許センター

東三河運転免許センター （ひがしみかわうんてんめんきょセンター）は、愛知県警察交通部が管理する運転免許試験場である。

## 概要
略称は東三（とうみ）センター。
かつては「愛知県豊川自動車学校」を併設していたが現在は閉校し、教習施設は豊川自動車練習所としている。また、2012年（平成24年）4月より愛知県警察第2交通機動隊東三河中隊を設置して本センターを拠点に活動している。

## 所在地
- 愛知県豊川市金屋西町2丁目7番地

## アクセス
- 名鉄豊川線 諏訪町駅下車、徒歩で約15分。または駅近辺の豊鉄バス「心道教前」停留所より豊川駅行・新城富永行・本宮の湯行で「免許センター前」停留所下車、徒歩で約5分。
- JR飯田線 豊川駅または名鉄豊川線 豊川稲荷駅下車、豊鉄バス：豊橋駅前行もしくは豊川市コミュニティバス：国府駅行で「免許センター前」停留所下車、徒歩で約5分。
- 名鉄名古屋本線 国府駅下車、豊川市コミュニティバス：豊川駅行で「免許センター前」停留所下車、徒歩で約5分。
- JR東海道本線・飯田線・名鉄名古屋本線 豊橋駅または豊橋鉄道渥美線 新豊橋駅下車、豊鉄バス：豊川駅行・新城富永行・本宮の湯行で「免許センター前」停留所下車、徒歩で約5分。

## 運転免許事務
愛知県内在住者はここで運転免許の更新を行うことができ、東三河地域住民限定の施設ではない。なお、日曜日は「優良運転者への講習・更新」「高齢者講習受講済みの者への更新」「免許証の記載事項変更手続」のみ行う。
愛知県内の25警察署・5幹部交番でも「運転免許の更新手続・講習（優良運転者講習・受講済み高齢者講習）」は行われているが、東三河地域の本センターに近い豊橋警察署・豊川警察署・新城警察署・蒲郡警察署ではこの業務を行っていない（かつては田原警察署も行っていなかったが、2011年（平成23年）から業務を行っている）。
なお、2025年（令和7年）2月28日をもって、上記の県内25ヶ所の警察署における一般運転者・違反運転者・初回更新者に対する免許更新業務を終了する（優良運転者・高齢運転者（高齢者講習受講済み）に対する免許更新業務は、引き続き行う）。また、同年3月14日をもって、上記の幹部交番における更新を含む全ての運転免許業務を終了する。

## 直接受験
自動二輪車の直接受験は、平針のように専用コースがあるわけではないので、スラロームなどの課題はコース内にパイロンが置かれる。